# Diatessaron
Il Diatessaron (il “Vangelo dai quattro”, τὸ διὰ τεσσάρων εὐαγγέλιον; noto in siriaco come mehallete, “mescolati”) è la più importante silloge evangelica, composta tra il 160 e il 175 da Taziano il Siro, apologeta del cristianesimo delle origini e asceta. Taziano combinò i quattro  Vangeli canonici — il Vangelo secondo Matteo, il Vangelo secondo Marco, il Vangelo secondo Luca e il Vangelo secondo Giovanni — in un'unica narrazione. Non ci è dato sapere in quale lingua fu composta l'opera, se in greco o in siriaco, non essendoci noto alcun frammento originale.

## Descrizione

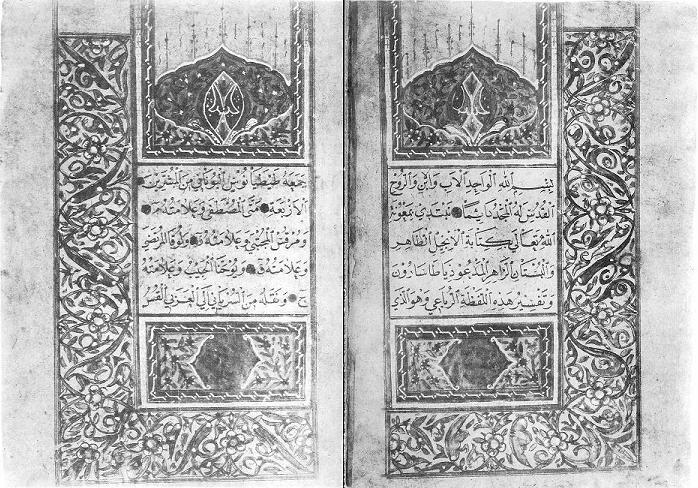
Le prime due pagine del Diatessaron arabico

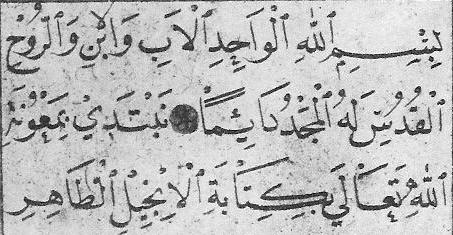
Prima pagina del Diatesseron arabo manoscritto di Mussai Borg

L'armonia di Taziano segue da vicino il testo dei vangeli, ma lo dispone in una nuova sequenza, differente sia da quella dei vangeli sinottici che da quella del Vangelo secondo Giovanni; poiché i quattro vangeli sono tra loro differenti, il risultato della loro combinazione è inevitabilmente la creazione di un nuovo racconto, diverso dai quattro originali. Come altre armonie evangeliche, il Diatessaron risolve le contraddizioni tra i vangeli; per esempio, omette le differenti genealogie di Gesù contenute in Matteo e Luca. Taziano omise anche il testo duplicato, specie quello comune ai sinottici. Solo 56 versetti dei vangeli canonici non hanno una controparte nel Diatessaron: si tratta principalmente delle genealogie e della pericope dell'adultera; la lunghezza del Diatessaron è pari al 72% delle lunghezze dei vangeli combinate.
Prima traduzione del Nuovo Testamento in lingua siriaca, il Diatessaron fu il testo ufficiale del Nuovo Testamento per alcune Chiese di lingua siriaca fino al V secolo: nel 423 il vescovo Teodoreto ne impose l'abbandono in favore dell'adozione dei quattro vangeli canonici, nella versione nota come Peshitta. Teodoreto ordinò la distruzione delle copie esistenti del Diatessaron, che, in siriaco, si è conservato solo in maniera indiretta attraverso il commentario di Efrem il Siro. Altre versioni del Diatessaron, più o meno rimaneggiate, si sono conservate in arabo, armeno e persiano; esistono anche due traduzioni in dialetti italiani (veneto e toscano) dei secoli XIII-XIV.

## Importanza del Diatessaron
Gli studiosi del canone biblico affermano che l'opera di Taziano il Siro è importante per più ragioni:
- i critici del cristianesimo, sostenendo che i quattro vangeli si contraddicevano fra loro, per cui non fossero degni di fiducia, hanno trovato in quest'opera di Taziano una risposta, visto che l'apologeta sosteneva, a difesa dei vangeli, che qualsiasi contraddizione apparente sarebbe stata risolta se i quattro vangeli fossero stati fusi ed armonizzati in un racconto unico;
- i critici dei vangeli, che dal XIX secolo sostenevano che nessun vangelo fosse stato scritto da testimoni oculari ma in epoche successive, da seguaci di Cristo, per cui si tratterebbe di scritti privi di qualsiasi valore storico, hanno nell'opera di Taziano una prova contraria, visto che nella metà del II secolo i quattro vangeli canonici erano già conosciuti ed accettati come indiscusso canone biblico. Come ammette il noto biblista ed accademico Frederic G. Kenyon del British Museum: «Queste scoperte (ovvero il rinvenimento del Diatessaron e di commentari all'opera in arabo, armeno, greco e latino) hanno finalmente eliminato ogni dubbio su cosa fosse il Diatessaron e dimostrato che verso il 170 d.C. i quattro Vangeli canonici rivestivano già un ruolo di indiscussa superiorità rispetto alle altre opere narrative sulla vita del nostro Salvatore».